# ランボルギーニ・P147 アコスタ

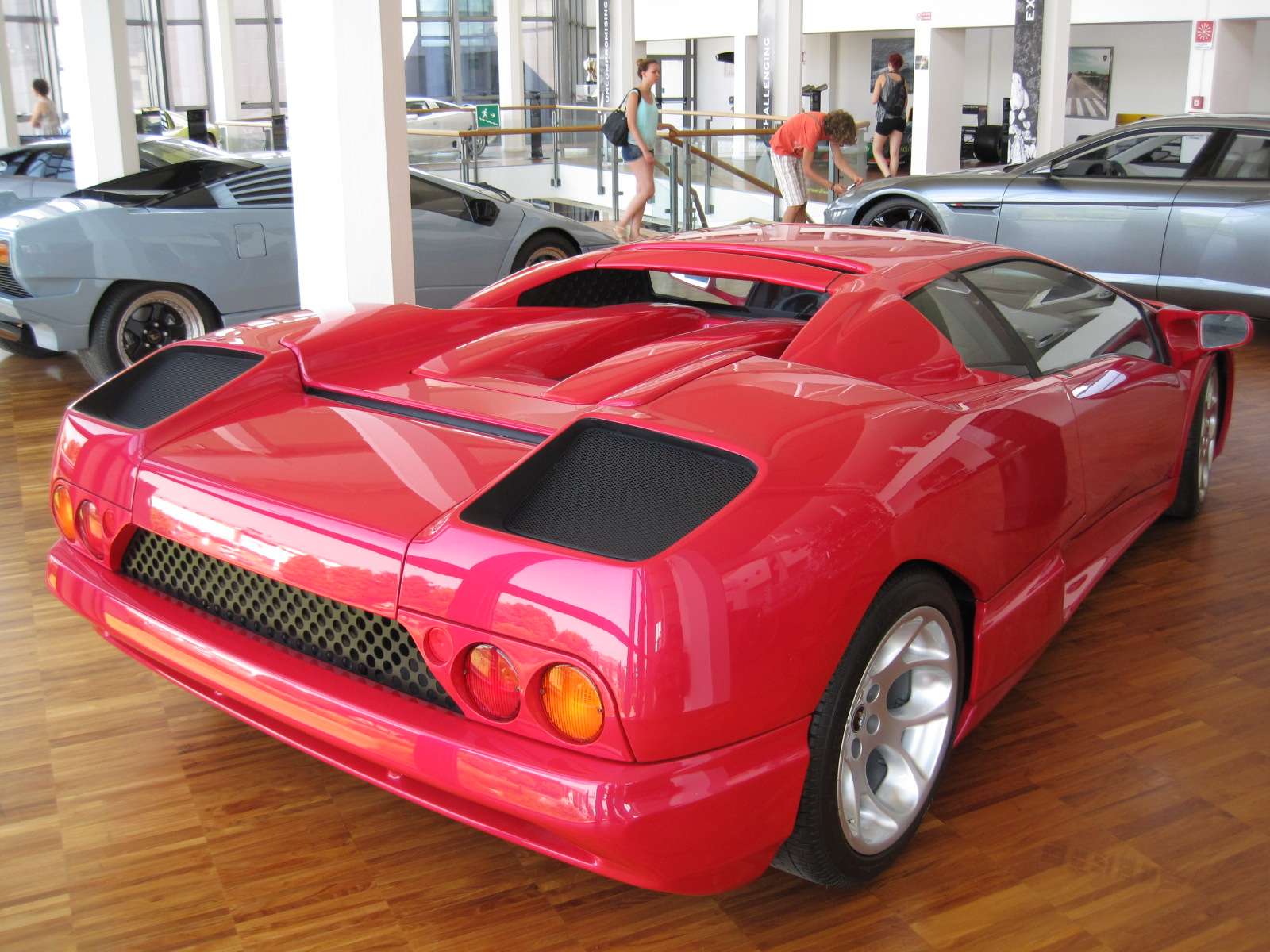
P147 アコスタ リア

ランボルギーニ・P147 アコスタ(Lamborghini P147 Acosta)はベルトーネがデザインしたランボルギーニのコンセプトカーである。

## 概要
アコスタはディアブロの後継モデルとして開発されていた。P147は開発コードネームで、L147と表記されることもある。P147のコードネームがつけられた車両はアコスタの他にカントがあるが、どちらもディアブロ後継モデルとしてのコンセプトモデルである。
カントがザガートデザインだったのに対して、アコスタはベルトーネがデザインしたモデルで、デザイナーはマルチェロ・ガンディーニ。カントと比べてディアブロに近いデザインをしている。アコスタはプロトタイプが1台製造されたのみである。アコスタにはエンジンが搭載されておらず、プロトタイプは1台のみ作られた。

## 参照
1. ↑  https://www.carrozzieri-italiani.com/listing/lamborghini-acosta/
2. ↑  https://automobile.fandom.com/wiki/Lamborghini_P147_Acosta